# Diocesi di Febiana
La diocesi di Febiana (in latino Dioecesis Febianensis) è una sede soppressa e sede titolare della Chiesa cattolica.

## Storia
Febiana, nell'odierna Tunisia, è un'antica sede episcopale della provincia romana di Bizacena.
Sono solo due i vescovi documentati di Febiana. Il nome di Succensiano figura al 69º posto nella lista dei vescovi della Bizacena convocati a Cartagine dal re vandalo Unerico nel 484; Succensiano, come tutti gli altri vescovi cattolici africani, fu condannato all'esilio. Sallustio partecipò al concilio antimonotelita di Cartagine del 646.
Dal 1933 Febiana è annoverata tra le sedi vescovili titolari della Chiesa cattolica; dal 1º luglio 2017 il vescovo titolare è Ramón Benito Ángeles Fernández, già vescovo ausiliare di Santo Domingo.

## Cronotassi

### Vescovi
- Succensiano † (menzionato nel 484)
- Sallustio † (menzionato nel 646)

### Vescovi titolari
- Laurean Rugambwa † (13 dicembre 1951 - 25 marzo 1953 nominato vescovo di Rutabo)
- António de Campos † (28 agosto 1954 - 9 agosto 1969 deceduto)
- Antonio Guízar y Valencia † (24 agosto 1969 - 4 agosto 1971 deceduto)
- Carlos José Ruiseco Vieira (10 dicembre 1971 - 28 marzo 1977 nominato vescovo di Montería)
- François Jacques Bussini † (12 dicembre 1977 - 28 dicembre 1985 nominato vescovo di Amiens)
- Mario Luis Bautista Maulión † (21 marzo 1986 - 8 maggio 1995 nominato vescovo di San Nicolás de los Arroyos)
- Antal Majnek, O.F.M. (9 dicembre 1995 - 27 marzo 2002 nominato eparca di Mukačevo)
- Marian Buczek (4 maggio 2002 - 16 luglio 2007 nominato vescovo coadiutore di Charkiv-Zaporižžja)
- János Székely (14 novembre 2007 - 18 giugno 2017 nominato vescovo di Szombathely)
- Ramón Benito Ángeles Fernández, dal 1º luglio 2017